# Soledad (Santa Fe)
Soledad is een plaats in het Argentijnse bestuurlijke gebied San Cristóbal in de provincie Santa Fe. De plaats telt 1.553 inwoners.